# Ruotolo Peak
Ruotolo Peak är en bergstopp i Antarktis. Den ligger i den centrala delen av kontinenten. Inget land gör anspråk på området. Toppen på Ruotolo Peak är 2 490 meter över havet.
Terrängen runt Ruotolo Peak är huvudsakligen kuperad. Ruotolo Peak ligger uppe på en höjd som går i öst-västlig riktning. Trakten är obefolkad. Det finns inga samhällen i närheten.